# سالك (دبي)

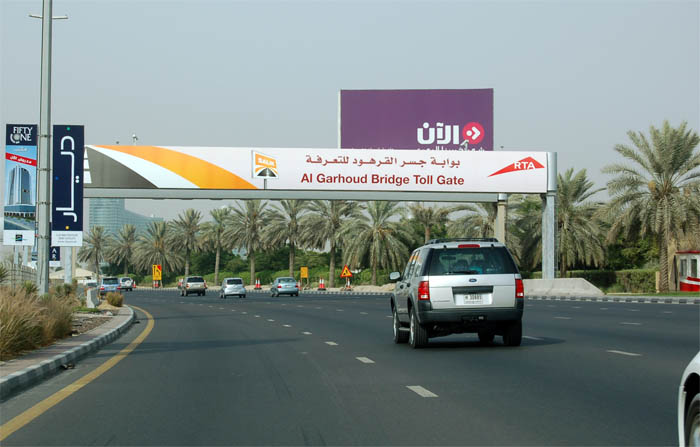
بوابة تحصيل التعرفة لعبور جسر القرهود.

سالك هو الاسم الذي يطلق على النظام الإلكتروني لتحصيل تعرفة مرور الطرق في مدينة دبي في الإمارات العربية المتحدة، والذي يعتمد على تقنية تحديد الهوية بموجات الراديو، ويخصم تلقائيًا رسومًا عند مرور بوابة التعرفة. أُطلق نظام تعرفة سالك من قبل هيئة الطرق والمواصلات في دبي في 1 يوليو 2007.
يتعين على سائقي السيارات شراء بطاقة مسبقة الدفع بقيمة 100 درهم ( 27.2 دولار تقريبًا) يتم لصقها على الزجاج الأمامي للمركبة. يُخصم 4 دراهم إماراتية (1.08 دولار) من حسابهم في كل مرة يمرون فيها عبر بوابة رسوم المرور. في البداية كانت هناك بوابتان واحدة بالقرب من جسر القرهود والأخرى بالقرب من مول الإمارات على شارع الشيخ زايد، ولكن في وقت لاحق في سبتمبر 2008 تم تركيب بوابتين إضافيتين على جسر آل مكتوم والصفا.

## التاريخ
في 9 سبتمبر 2008، تم تركيب بوابتين جديدتين لنظام سالك، واحدة في حديقة الصفا والأخرى في جسر آل مكتوم. أوضحت هيئة الطرق والمواصلات في دبي كيف ستعمل البوابات الجديدة جنبًا إلى جنب مع البوابات الحالية. بمجرد مرور السائق عبر بوابة البرشاء، سيتم فرض رسوم قدرها 4 دراهم. ولكن إذا واصل رحلته، ولم يتجه يمينًا أو يسارًا أو لم يعلق في حركة المرور ومر عبر بوابة الصفا، فلن يتم فرض رسوم عليه. ولكن إذا واصل السائق رحلته ومر عبر بوابة آل مكتوم، فسيتم فرض رسوم عليه مرة أخرى قدرها 4 دراهم. علاوة على ذلك، إذا مر السائق، خلال نفس الرحلة، عبر بوابة القرهود، فسيتم فرض رسوم عليه مرة أخرى بمبلغ 4 دراهم. ستكون بوابة الصفا مجانية إذا كان السائق في رحلة واحدة مستمرة. ومع ذلك، تم إيقاف هذه الميزة الخاصة بنظام سالك الفردي في عام 2017.
تُتاح خدمة التعرفة المرورية على جسر آل مكتوم مجانًا عند إغلاق الجسر العائم أثناء الليل لتسهيل حركة المرور على السائقين.
تم تركيب بوابات سالك لاحقًا في موقعين إضافيين، اثنتان على جانبي تقاطع الممزر على طريق الاتحاد وواحدة في نفق مطار دبي. وتم تفعيل هذه البوابات في 15 أبريل 2013.

## الإعفاء من تعرفة سالك المرورية
يتم إعفاء الفئات التالية من دفع تعرفة سالك المرورية:
- مركبات النقل الجماعي
- مركبات ذوي الاحتياجات الخاصة
- مركبات القوات المسلحة والشرطة والدفاع المدني
- مركبات مؤسسات الأعمال الخيرية والانسانية